# Präsidentschaftswahl in Südossetien 2011
Die Präsidentschaftswahl in Südossetien 2011 fand am 13. November 2011 statt; ihr zweiter Wahlgang am 27. November. In Südossetien sind ca. 52.000 Bürger wahlberechtigt, davon leben allerdings 17.000 in der Republik Nordossetien-Alanien der Russischen Föderation.
Gleichzeitig fand ein Referendum über den Status der Russischen Sprache in Südossetien statt. 84 % der Wähler entschieden, dem Russischen den Status einer Staatssprache Südossetiens zu geben.

## Kandidaten
Zur Wahl zugelassen wurden 17 Kandidaten:
- Soslan Tedety – Kommandant einer Polizei-Sondertruppe.
- Sergei Bitijew – Haupt-Gerichtsvollzieher des südossetischen Justizministeriums.
- Alan Kotajew – Erster Stellvertreter des Amtsvorsitzenden von Südossetien.
- Alla Dschiojewa – Ehemalige Erziehungsministerin von Südossetien.
- Dmitri Tassojew – Anführer der "Sozialdemokratischen Partei".
- Alan Kotschiew – Anführer der südossetischen Bewegung "Ruchs Fidan".
- Igor Alborow – Mitarbeiter des Verteidigungsministeriums von Südossetien.
- Eduard Gabarajew – Chef der Artillerie des Verteidigungsministeriums von Südossetien.
- Wadim Zchowrebow – Direktor einer Brotfabrik in Südossetien.
- Georgi Kabissow – Vorsitzender des Staatlichen Informations und Pressekomitees.
- Wladimir Kelechsajew – Unternehmer.
- Aiwar Bestajew – Leiter der Chirurgieabteilung des staatlichen Krankenhauses.
- Alan Pliew – Stellvertreter des Außenministers Südossetiens.
- Merab Tschigojew – Stellvertreter des Bevollmächtigten Konfliktregulierungsfragensvertreters des Präsidenten.
- Inal Bassajew – Parlamentsabgeordneter.
- Anatoli Bibilow – Minister für Bevölkerungsschutz Südossetiens.
- Dschemal Dschigkajew – Leiter des Kabinetts für Computerdiagnostik des staatlichen Krankenhauses.

### Rückzug von sechs Kandidaten
Am 9. November zog Merab Tschigojew seine Kandidatur zurück zugunsten von Anatoli Bibilow. Am 8. November hatte bereits Aiwar Bestajew seine Kandidatur zurückgezogen, dieser zugunsten von Dmitri Tassojew. Am 11. November gaben Inal Bassajew und Igor Alborow auf.

## Von der Wahlkommission nicht zur Wahl zugelassene Kandidaten
Am 14. Oktober gab die zentrale Wahlkommission bekannt, dass der Generaldirektor der Moskauer Baufirma "Stroiprogress" Albert Dschussojew und der Unternehmer Achsar Wanejew nicht zu den Wahlen zugelassen werden. Ebenfalls nicht zugelassen wurde der Trainer der russischen Freistilringer-Nationalmannschaft, Dsambolat Tedejew, dies mit dem Verweis darauf, dass er nicht – wie vorgeschrieben – die vorangegangenen 10 Jahre ununterbrochen in Südossetien gelebt habe.

## Prognosen
Als Favorit der Wahl galt Anatoli Bibilow, der auch von Russland sowie vom bisherigen Präsidenten, Eduard Kokoity, unterstützt wurde. Geringe Chancen werden Georgi Kabissow, Außenseiterchancen der Kandidatin der Opposition Alla Dschiojewa zugesprochen.

## Erster Wahlgang
Die Ergebnisse der Wahlen wurden am Montagmorgen, dem 14. November, verkündet. Im ersten Wahlgang erreichte gemäß vorläufigen Resultaten des Zentralen Wahlkomitees Südossetiens Alla Dschiojewa das beste Resultat mit 24,6 % der Stimmen vor Anatoli Bibilow mit 23,8 % der Stimmen.
Dschiojewa und Bibilow ziehen somit in den zweiten Wahlgang ein. Der zweite Wahlgang wird am 27. November stattfinden und mit einer einfachen Mehrheit der Stimmen entschieden; das Resultat des zweiten Wahlgangs ist gültig, wenn mindestens 30 % der Wahlberechtigten an der Wahl teilnehmen.

### Offizielle Resultate des Ersten Wahlgangs
| Kandidat             | Funktion                                                                                                   | Anteil  |
| -------------------- | --- | ------- |
| Anatoli Bibilow      | Minister für Bevölkerungsschutz Südossetiens                                                               | 25,44 % |
| Alla Dschiojewa      | Ehemalige Erziehungsministerin von Südossetien                                                             | 25,37 % |
| Wadim Zchowrebow     | Direktor einer Brotfabrik in Zchinwali                                                                     | 9,14 %  |
| Dmitri Tassojew      | Anführer der "Sozialdemokratischen Partei"                                                                 | 9,1 %   |
| Alan Kotajew         | Erster Stellvertreter des Amtsvorsitzenden von Zchinwali                                                   | 9,62 %  |
| Georgi Kabissow      | Vorsitzender des Staatlichen Informations- und Pressekomitees.                                             | 7,53 %  |
| Wladimir Kelechsajew | Parlamentsabgeordneter, Unternehmer                                                                        | 6,36 %  |
| Sergei Bitijew       | Haupt-Gerichtsvollzieher des südossetischen Justizministeriums.                                            | 3,33 %  |
| Soslan Tedety        | Kommandant der SOBR-Truppe des Innenministeriums von Südossetien                                           | 1,14 %  |
| Dschemal Dschigkajew | Ehemaliger Gesundheitsminister, Leiter des Kabinetts für Computerdiagnostik des staatlichen Krankenhauses. | 0,95 %  |
| Alan Pliew           | Stellvertreter des Außenministers Südossetiens.                                                            | 0,86 %  |
| Gegen alle           | (ohne) | 0,47 %  |
| Wahlbeteiligung      | | 67,05 % |

## Zweiter Wahlgang
Am zweiten Wahlgang, der am 27. November 2011 stattfand, nahmen Alla Dschiojewa und Anatoly Bibilow teil. Das Resultat des zweiten Wahlgangs war gültig, da mindestens 30 % der Wahlberechtigten an der Wahl teilgenommen haben. Am Wahltag fiel starker Schnee, jedoch wurden die Transkaukasische Fernstraße und die Zufahrt zum Roki-Tunnel vom Schnee geräumt, sodass auch die zahlreichen in Nordossetien wohnhaften Südosseten an der Wahl teilnehmen konnten. Um die Teilnahme an der Wahl zu erleichtern, wurden von beiden Kandidaten auch zahlreiche Kleinbusse, sogenannte „GAZellen“ organisiert; für kranke oder ältere Wähler gab es mobile Urnen.
Gemäß den Angaben der Zentralen Wahlkommission Südossetiens betrug die Wahlbeteiligung im zweiten Wahlgang 61,21 %. Am geringsten war sie in Zchinwali. Allerdings nahmen die im Jahr 2008 aus Sudossetien vertriebenen Georgier und die nach wie vor in Südossetien (Rajon Achalgori) ansässigen Georgier nicht an der Wahl teil.

### Offizielle Resultate des zweiten Wahlgangs
Nach vorläufigen Resultaten führt Alla Dschiojewa vor Anatoli Bibilow, dies nachdem 22 von 85 Wahlbezirken ausgezählt sind. Alla Dschiojewa konnte 8955 Stimmen auf sich vereinigen, Bibilow 6205.

### Verzögerungen bei der Verkündung des Wahlergebnisses des zweiten Wahlgangs
Am Montag, dem 28. November wurde das endgültige Wahlergebnis durch das Zentrale Wahlkomitee unter der Leitung von Bella Plijewa immer noch nicht verkündet. Nach der Auszählung von 74 der 85 Wahlbezirke führte Dschijoewa mit 56,7 % der Stimmen vor Bibilow mit 40 % der Stimmen. Trotzdem wurde auf der offiziellen Website des Wahlkomitees (cik.ruo.su) noch kein Resultat veröffentlicht. Bis am 3. Dezember werde das endgültige Ergebnis verkündet; 10 Tage nach der Wahl muss der gewählte Präsident gemäß der südossetischen Verfassung sein Amt antreten. Nach der sich abzeichnenden Niederlage reichte Anatoli Bibilow bereits vor dem Feststehen der detaillierten Wahlresultate Beschwerde ein gegen die Wahl Dschiojewas. Bibilows Niederlage gilt auch als Niederlage der Politik Russlands in Bezug auf Nordossetien – verschiedene Akteure aus dem Kreml und Duma hatten im Vorfeld der Wahl offen Partei für Bibilow ergriffen.